# 市村賞
市村賞（いちむらしょう）は、実業家・市村清の発案により、公益財団法人市村清新技術財団が主催する科学技術分野の賞である。

## 概説
科学技術の進歩とその果実としての産業の発展を対象として、産業分野、学術分野で多大の貢献を為した個人またはグループを表彰する。
主催者である財団の設立趣意から、日本国内の産業力強化に資する観点が重視されていることが特徴である。
創設者の市村清は企業集団であるリコー三愛グループの創始者である。市村は産業の国際競争における技術革新の重要性を説き、国内産業の競争力強化のために研究開発を推進することを目的とした財団法人の設立を発案する。この財団法人新技術開発財団は1968年12月12日に設立が認可され、直後に亡くなった市村の遺産である有価証券30億円相当（当時）を基に発足する。同財団は2018年に公益財団法人市村清新技術財団に名称を変更している。
第1回（1969年）から第54回（2022年）までで、本賞27件、特別賞3件、功績賞（奨励賞）214件、貢献賞（アイデア賞）487件、計731件が贈呈されている。

## 賞の種類

### 市村産業賞
優れた国産技術を開発することで、産業分野の発展に貢献・功績のあった技術研究者またはグループに授与する。本賞授与の場合は事業経営者とともに表彰する。ただし薬物およびソフトのみのものを除く。
| 賞の種類 | 件数    | 副賞                     |
| -------- | ------- | ------------------------ |
| 本賞     | 原則1件 | 賞金（2000万円）、記念碑 |
| 功績賞   | 原則2件 | 賞金（500万円）、記念碑  |
| 貢献賞   | 原則5件 | 賞金（300万円）、記念碑  |

※特筆に値するものに限る。
受賞候補は主催者が関係機関に推薦を依頼するとともに、広く一般からも自薦・他薦を受け付ける。
過去の受賞一覧
市村清新技術財団へのリンク

### 市村学術賞
大学ならびに研究機関で行われた研究のうち、学術分野の進展に貢献し、実用化の可能性のある研究に功績のあった技術研究者またはグループに授与する。
| 賞の種類 | 件数    | 副賞                     |
| -------- | ------- | ------------------------ |
| 特別賞※  | ---     | 賞金（2000万円）、記念碑 |
| 本賞     | 原則1件 | 賞金（2000万円）、記念碑 |
| 功績賞   | 原則2件 | 賞金（500万円）、記念碑  |
| 貢献賞   | 原則5件 | 賞金（300万円）、記念碑  |

※特筆に値するものに限る。
受賞候補は所属機関長（総長・学長、研究科長、理事長、研究所長等）の推薦により受け付けられる。過去に奨励賞(現功績賞)、アイデア賞(現貢献賞)も存在した。
過去の受賞一覧
市村清新技術財団へのリンク

### 市村地球環境産業賞
地球温暖化防止に関する産業分野を対象に、優れた国産技術を開発することで、産業分野の発展に貢献・功績のあった技術研究者またはグループに授与する。
| 賞の種類 | 件数    | 副賞                     |
| -------- | ------- | ------------------------ |
| 特別賞   | ---     | 賞金（2000万円）、記念碑 |
| 功績賞   | 原則1件 | 賞金（500万円）、記念碑  |
| 貢献賞   | 原則2件 | 賞金（300万円）、記念碑  |

※ 特に顕著な業績に対して贈呈することがある。
過去の受賞一覧
市村清新技術財団へのリンク

### 市村地球環境学術賞
地球温暖化防止に関する地球温暖化対策に関する学術分野を対象に、大学ならびに研究機関で行われた研究のうち、
顕著な成果により当該学術分野の進展に多大な貢献をされた個人またはグループに贈呈する。
| 賞の種類 | 件数    | 副賞                     |
| -------- | ------- | ------------------------ |
| 特別賞   | ---     | 賞金（2000万円）、記念碑 |
| 功績賞   | 原則1件 | 賞金（500万円）、記念碑  |
| 貢献賞   | 原則2件 | 賞金（300万円）、記念碑  |

※特筆に値するものに限る。
過去の受賞一覧
市村清新技術財団へのリンク

## 沿革
- 1968年12月12日 - 財団法人新技術開発事業団の設立が認可される。
- 1968年12月16日 - 市村清、死去。この後、遺産が財団に寄贈される。
- 1969年 - 第1回市村賞。
- 1976年 - 第8回市村賞より授与対象が産業の部と学術の部に分けられる。
- 1990年 - 第22回市村賞より産業の部、学術の部をそれぞれ「市村産業賞」「市村学術賞」とする。
- 2018年 - 第51回市村賞より市村地球環境学術賞、市村地球環境学術賞を加える。